# 13e régiment d'uhlans du Roi (1er régiment d'uhlans hanovrien)
Pour les articles homonymes, voir 13e régiment.

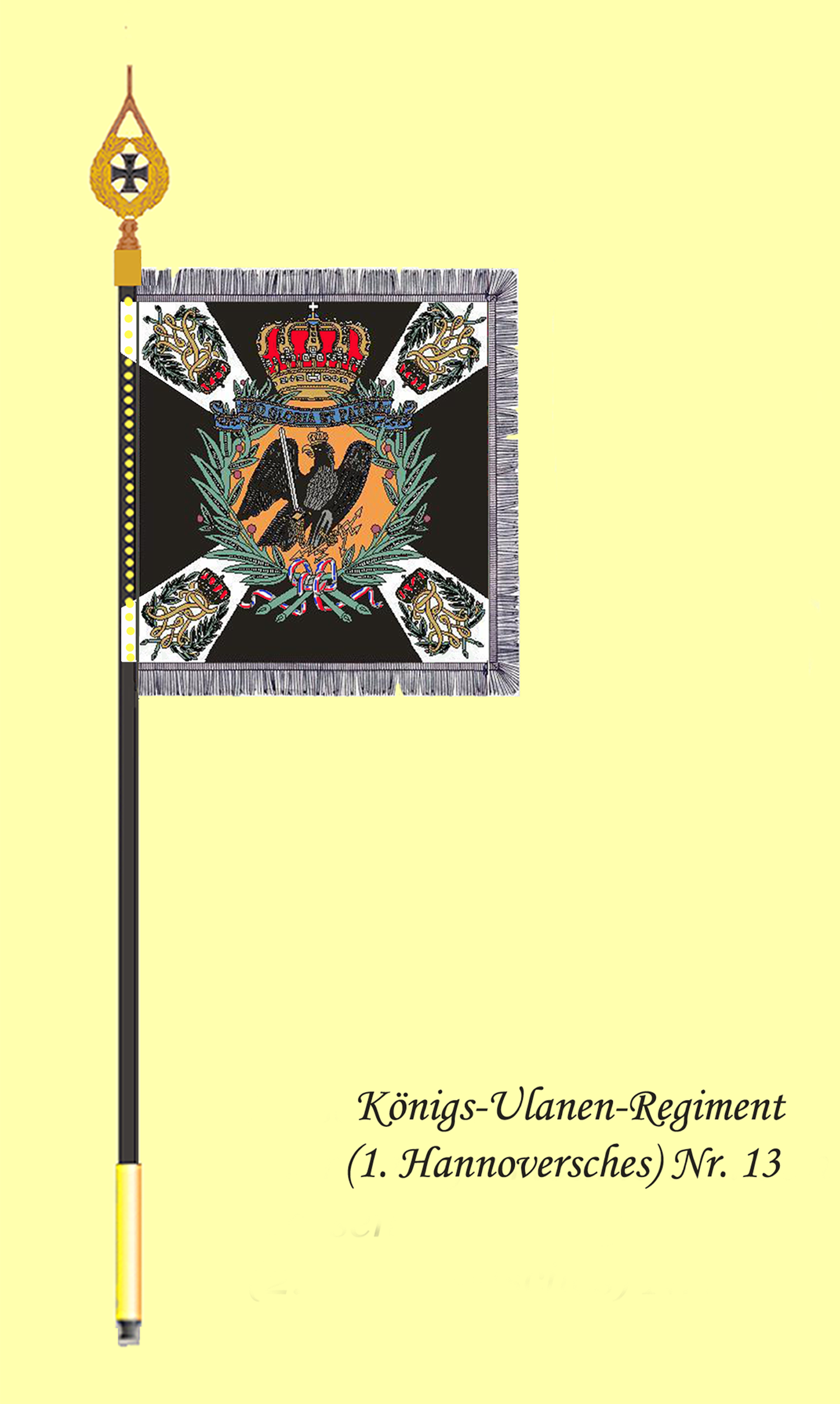
Étendard du régiment sans la bannière bleue et blanche du titulaire du régiment

Le 13e régiment d'uhlans du Roi (1er régiment d'uhlans hanovrien) est une unité de cavalerie de l'armée prussienne, qui existe de 1866 à 1919.

## Histoire
Après la guerre austro-prussienne perdue de 1866, le royaume de Hanovre est annexé par la Prusse. Avec l'agrandissement de la zone, selon la compréhension de l'époque, une augmentation de l'armée est devenue nécessaire. De nouvelles troupes sont donc levées dans les zones annexées.
Par AKO du 27 septembre 1866, la formation du 13e régiment d'uhlans avec garnison à Hanovre est ordonnée à partir du 30 octobre 1866. À cette fin, le régiment des Gardes du Corps et les 1er, 2e et 3e régiment d'uhlans de la Garde cède chacun un escadron. Le 7 novembre 1867, il reçoit la désignation de 13e régiment d'uhlans (1er régiment d'uhlans hanovrien) et la même année un 5e escadron est formé.
Le 13 septembre 1889, l'empereur Guillaume II, en tant que roi de Prusse, se nomma lui-même chef du régiment et donna à l'unité son nom définitif, 13e régiment d'uhlans du Roi (1er régiment d'uhlans hanovrien).
Vers 1890, l'empereur Guillaume II accorde au régiment le droit exclusif "d'exécuter les anciennes marches de présentation et de parade de l'ancienne garde du Corps hanovrienne (de) lors d'occasions spéciales. « Guillaume, qui a fait l'éloge de la tradition des officiers "dans le système étatique monarchique" comme "le plus grand soutien de l'État", veut remplacer la "noblesse [... de naissance]" autrefois possible par la "noblesse d'esprit", qui a "inspiré le corps des officiers en tout temps".
Par AKO du 24 janvier 1899, Guillaume II décide que le régiment doit être considéré comme faisant partie de l'ancien régiment royal hanovrien de la Garde du Corps, qui a été créé à partir du 1er régiment de dragons lourds de la Légion allemande du roi du roi britannique George III et électeur de Hanovre. Le jour de la fondation du régiment est donc fixé au 19 décembre 1813.

### Guerre franco-prussienne
Dès le début de la guerre contre la France, le régiment est impliqué dans des escarmouches et des batailles dans la zone comprise entre la frontière française à l'ouest de Metz. Du début à la mi-août 1870, il est déployé à la bataille de Vionville, à la bataille de Mars-la-Tour et à la bataille de Saint-Privat.
- 20 septembre au 8 octobre 1870 : Siège de Paris
- Mi-novembre 1870 : Batailles de Bû, Berchères et Richebourg
- 20 décembre 1870 : escarmouches à Sémur et Lavaré
- 31 janvier 1871 : Après l'armistice dans l'armée d'occupation en Normandie
- Mi-juin 1871 : retour en Empire allemand
- 30 juin 1871 : Arrivée à Hanovre

### Première Guerre mondiale
Au début de la Première Guerre mondiale, l'unité est mobilisée et se rend sur le front français avec le 19e régiment de dragons de la 19e brigade de cavalerie. Après l'avancée vers la Marne, le régiment est utilisé en patrouille et en escarmouches d'avant-garde. Après la retraite de la Marne, il est transféré dans l'Aisne, y abandonne les chevaux et participe à la guerre des tranchées en tant qu'infanterie. Remonté début novembre, le régiment est transféré sur le front de l'Est au sein de la 19e brigade de cavalerie. Il avance en Pologne et prend part à la bataille de Łódź .
- En 1915, le régiment est initialement déployé dans la guerre des tranchées en tant qu'escadrons de fusiliers. À partir de juin de cette année-là, à nouveau montée, l'avancée se poursuit avec la 9e division de cavalerie jusqu'à la Vistule avec participation à l'offensive de Vilna et à la bataille de Vilna.
- Jusqu'en février 1916 en position d'infanterie au combat et aux services de patrouille sur le lac Narocz. Les chevaux étant infestés de la gale, contre laquelle on ne peut rien faire sur place, le régiment doit être retiré du front et transféré au Gouvernement général de Varsovie. Là, il est utilisé dans le service d'étape.
- En août 1916, il est transféré à Pinsk et déployé au front sur le Stochod pour repousser l'offensive Broussilov.
- En novembre 1916, le régiment déménage sur le front occidental, mais est d'abord réapprovisionné et entraîné jusqu'à la mi-février 1917.
- De mai à juin, le régiment participe à des batailles de positions de Reims, suivies de celles de Champagne à la fin août.
- À partir de fin septembre, le régiment participe à la bataille défensive de Verdun, qui s'y déroule jusqu'au début février 1918. Après avoir été détaché du front à des fins d'entraînement, le régiment participe à l'offensive allemande du printemps 1918.
- Lors de l'opération Michael en mars 1918, le régiment poursuit les forces ennemies après la percée entre Gouzeaucourt et Vermand et le passage forcé sur la Somme, mais se replie ensuite derrière la Somme.
- S'ensuivent des combats sur l'Ancre, la Somme et l'Avre, du 14 au 22 avril 1918, la bataille de Noyon du 9 au 13 juin 1918, et des combats de position en Lorraine du 26 juin au 29 juillet 1918.
- Lors de l'Offensive des Cent-Jours, le régiment combat devant le front Siegfried du 9 septembre au 9 octobre 1918, devant les fronts Hunding et Brunhild du 10 au 12 octobre 1918, dans la position Hunding du 13 octobre au 4 novembre 1918 et enfin dans des batailles de retraite devant la position Anvers-Meuse du 5 au 11 novembre 1918.

### Après-guerre

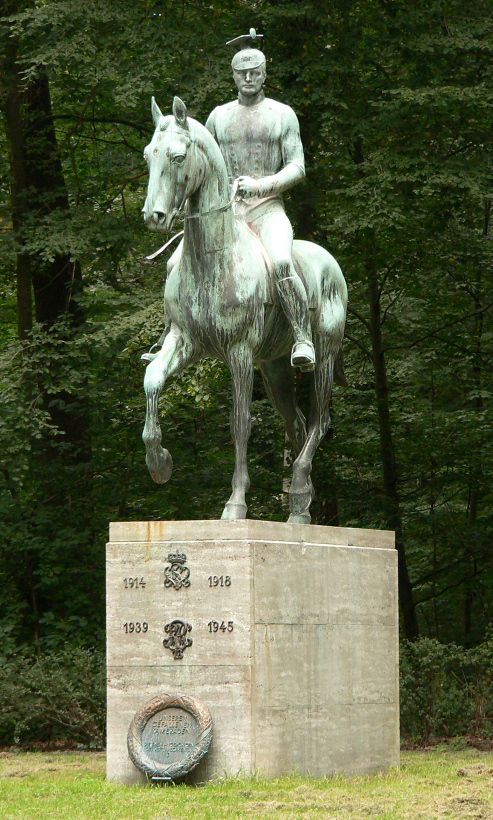
Monument au régiment d'uhlans

Après l'armistice de Compiègne, le régiment quitte les territoires occupés à partir du 12 novembre 1918 et se replie en Allemagne. Là, il est démobilisé et dissous en 1919. La tradition est reprise dans la Reichswehr par décret du 24 août 1921 du chef du commandement de l'armée général de l'infanterie Hans von Seeckt, par le 3e escadron du 1er régiment de cavalerie (prussien) stationné à Insterbourg.

### Commandants
| Grade                       | Nom                                     | Date                                                       |
| --------------------------- | --------------------------------------- | ---------------------------------------------------------- |
| Major/Oberstleutnant/Oberst | Friedrich August von Schack (de)        | 30 octobre 1866 au 16 août 1870                            |
| Rittmeister/Major           | Heinrich von Rosenberg                  | 17 août 1870 au 19 septembre 1871                          |
| Oberstleutnant/Oberst       | Alfred von Waldersee                    | 24 juin 1871 au 8 décembre 1873                            |
| Oberstleutnant              | Élimar d'Oldenbourg                     | 9 décembre 1873 au 21 septembre 1874                       |
| Major/Oberstleutnant        | Friedrich Franz von Waldersee (de)      | 22 septembre 1874 au 14 juin 1875 (chargé de la direction) |
| Oberstleutnant/Oberst       | Friedrich Franz von Waldersee           | 15 juin 1875 au 14 mai 1883                                |
| Major                       | Alexander von Rosenberg                 | 15 mai 1883 au 14 octobre 1885                             |
| Major/Oberstleutnant/Oberst | Karl von Wurmb (de)                     | 15 octobre 1885 au 23 mars 1890                            |
| Major                       | Adolf von Bülow                         | 24 mars au 23 décembre 1890 (chargé de la direction)       |
| Oberstleutnant/Oberst       | Adolf von Bülow                         | 24 décembre 1890 au 17 avril 1894                          |
| Major/Oberstleutnant/Oberst | Curt von Pfuel                          | 18 avril 1894 au 13 décembre 1897                          |
| Oberstleutnant              | Leo von Kramsta                         | 14 décembre 1897 au 9 juin 1899                            |
| Oberstleutnant/Oberst       | Bogislav von Heyden-Linden              | 10 juin 1899 au 23 avril 1904                              |
| Oberstleutnant/Oberst       | Ludwig von Lützow genannt von Dorgelo   | 24 avril 1904 au 26 mai 1910                               |
| Oberstleutnant              | Wilhelm von Frankenberg und Ludwigsdorf | 27 mai 1910 au 30 septembre 1913                           |
| Oberstleutnant/Oberst       | Ernst von Loessl                        | 1er octobre 1913 au 24 mai 1918                            |
| Major                       | Cecil von Natzmer                       | 25 mai 1918 au 1919                                        |

## Uniforme

### Uniforme de la paix
Le régiment porte l'uniforme typiquement prussien d'uhlan, composé d'un ulanka (de) bleu foncé, d'une culotte d'équitation de couleur athracite, de bottes de cavalerie et de la chapska.
- La chapska est équipée d'accastillage couleur tombac. Chaînes d'écailles, plus un aigle de garde avec une étoile de garde et le ruban monétaire avec l'inscription "PENINSULA - WATERLOO - GARZIA-HERNANDEZ". Le chapskahals est recouvert d'un tissu blanc pour le défilé et un buisson de crin blanc est attaché.
- L'ulanka est en tissu bleu foncé avec un col montant, des poignets polonais, un passepoil, des remises de défilé et des champs d'épaulettes de la couleur blanche de l'insigne. La signature "très grande" WR II est sur les champs d'épaulettes. Les boutons sont en nickel, c'est-à-dire en métal blanc.
- Les pantalons et les bottes correspondent au standard des dragons et des lanciers.

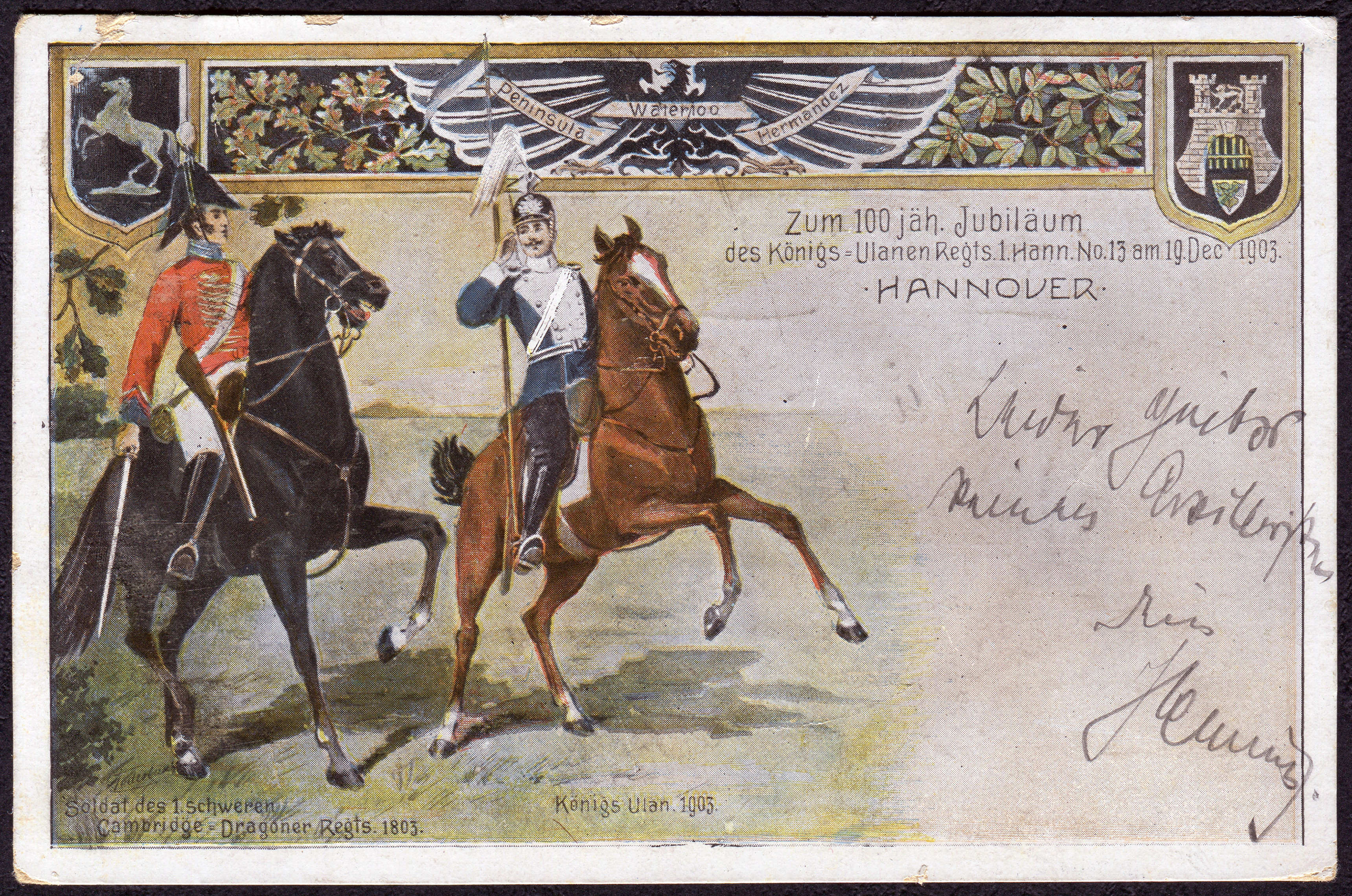
Pour le anniversaire du régiment le 19 décembre 1903 (Carte postale avec signature de l'artiste)

### Uniforme de campagne M 1910
Avec l'uniforme de campagne de 1910, presque toutes les décorations colorées sur l'uniforme disparaissent. La chapska est recouverte d'une capuche vert roseau, l'ulanka et la culotte gardent leur coupe, mais sont désormais en gris champ et n'ont que des passepoils colorés sur les bords des bordures, les manches, autour du col et autour des épaulettes.

## Historique de la caserne

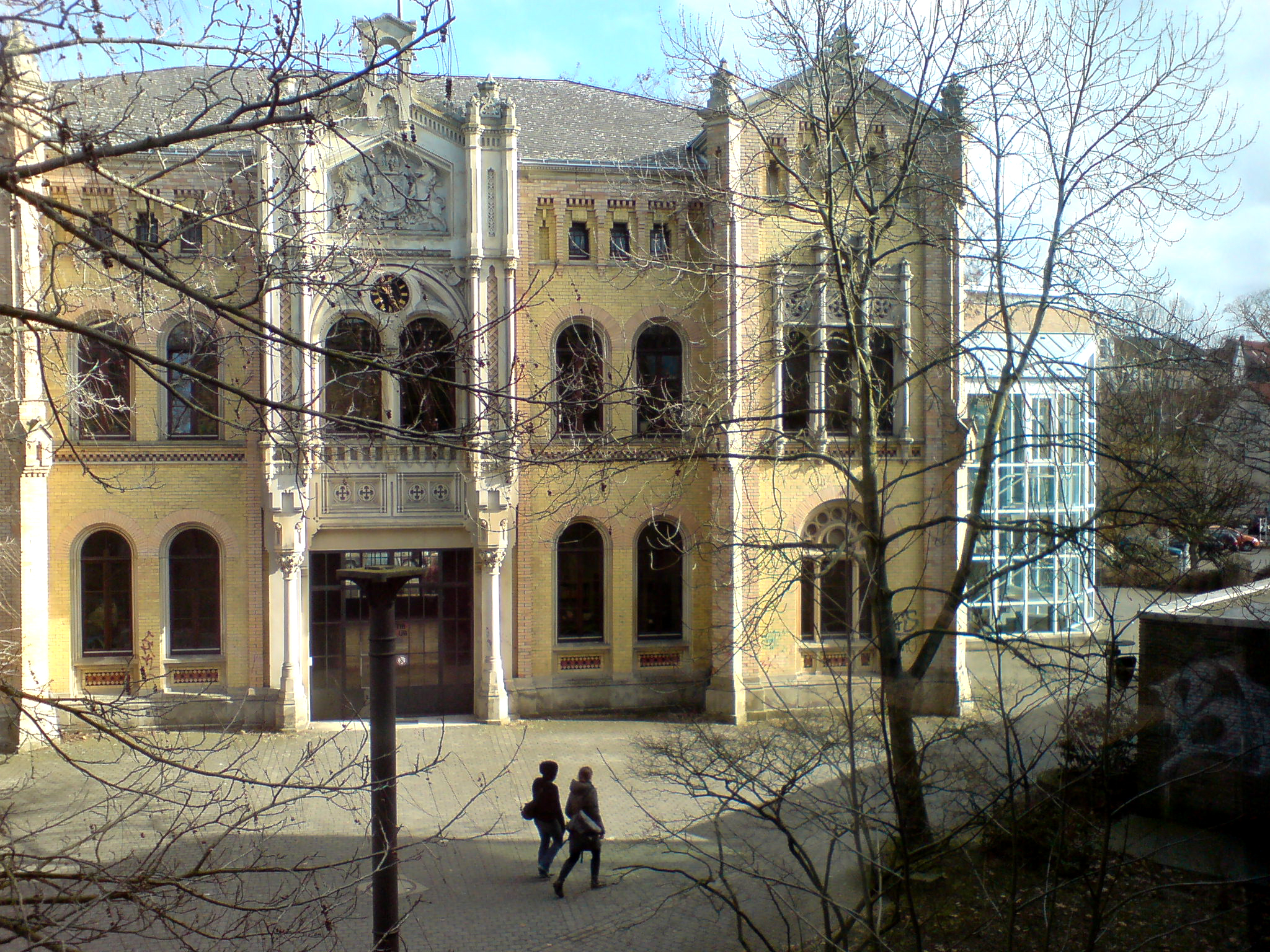
Les servent les uhlans du roi de 1866 à 1912

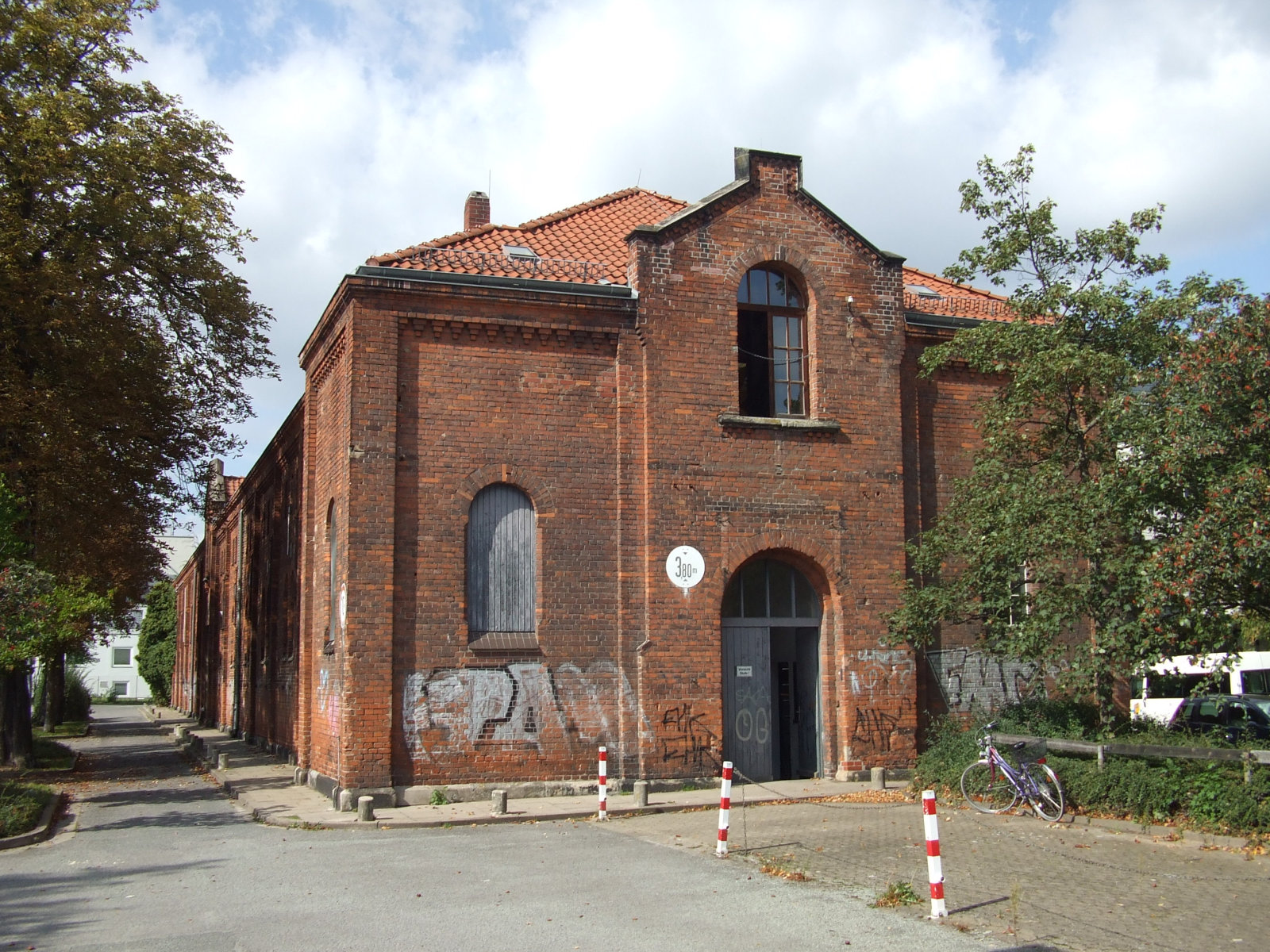
L'ancienne écurie classée du régiment d'uhlans est aujourd'hui utilisée par l'Université Gottfried Wilhelm Leibniz de Hanovre

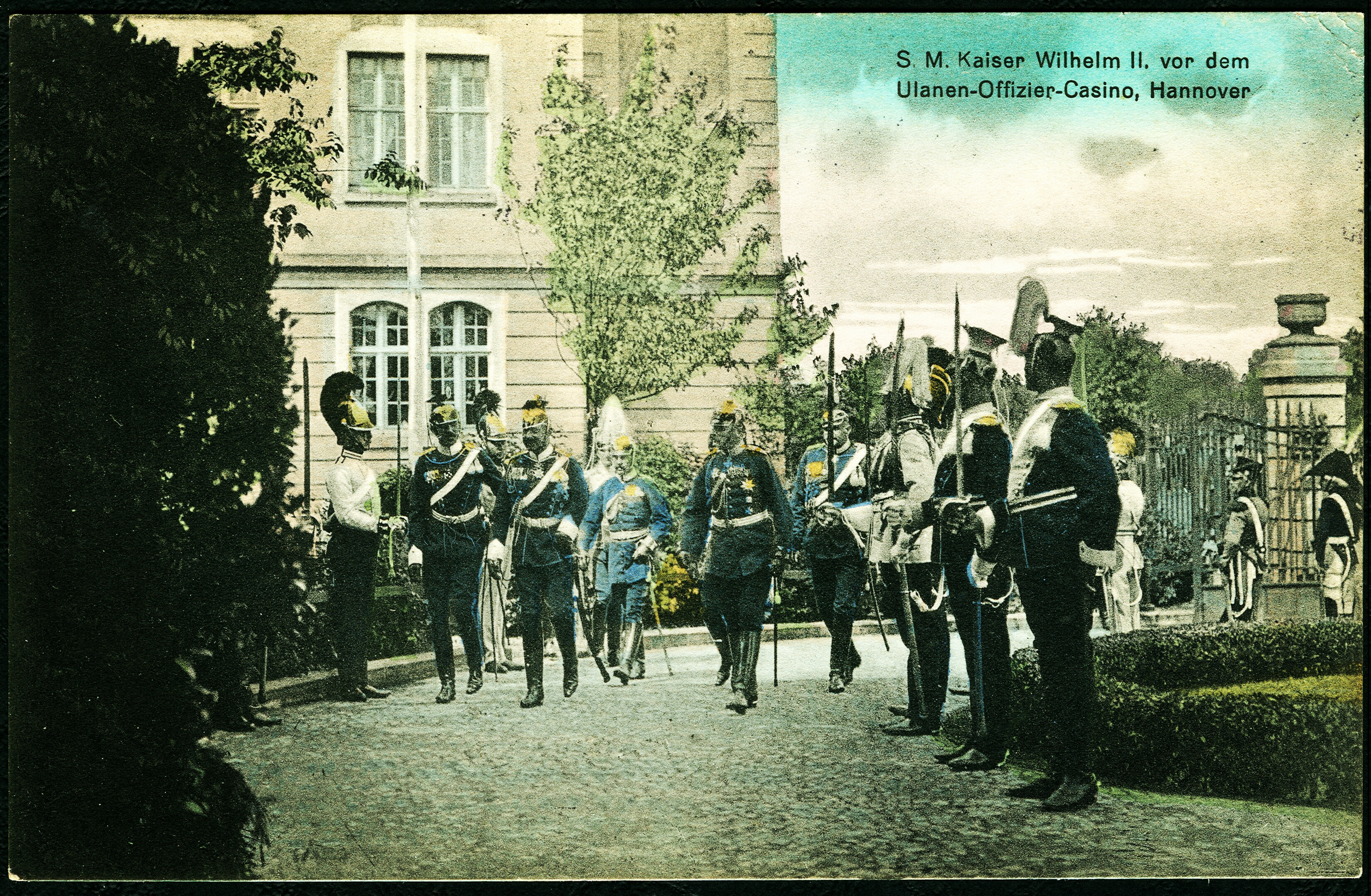
"Sa Majesté l'empereur Guillaume II devant le mess des officiers du régiment, Hanovre" (Carte postale illustrée en couleurs, dite " carte d'événement" sans numérotation consécutive par l'industrie papetière nord-allemande, vers 1914)

La caserne est située dans la zone entre Callinstrasse et l'ancienne Militärstrasse (aujourd'hui : Appelstrasse) en face du nouveau cimetière Saint-Nicolas (de) dans ce qui est maintenant le quartier Nord (de).
Une ancienne caserne d'uhlan est construite dans le royaume de Hanovre dans les années 1850 sur la Königsworther Platz (de) sous le nom de « Gardes royaux du Corps », mais n'est renommée caserne d'uhlans que dans les années 1870. Elle se situait à l'emplacement du gratte-ciel Continental (de) d'aujourd'hui. Au nord de celle-ci, dans la zone de ce qui est aujourd'hui la partie nord de la ville, une rue est aménagée en 1865 dans un jardin presque non aménagé, qui n'est officiellement nommé rue militaire qu'en 1868 "à cause de la proximité de la caserne d'uhlans". Cependant, le "dépôt de trains du 10e bataillon du train, dont la caserne sur le Möhringsberg se trouve directement sur la ligne de chemin de fer", est également situé sur la route militaire.
C'est ainsi qu'en 1863, l'abbaye Saint-Nicolas acquiert une première partie de ce qui est aujourd'hui le  nouveau cimetière Saint-Nicolas d'aujourd'hui sur un jardin et des terres agricoles non aménagés. En 1873, l'abbaye loue une partie de la zone qui n'est pas initialement nécessaire à l'administration de la garnison du 13e régiment d'uhlans, qui développe la zone comme un manège. « Probablement par [les architectes] Schuster et Habbe », une caserne à trois ailes y est construite sur la route militaire de 1885 à 1888, dont l'aile nord classée, l'ancienne écurie, est aujourd'hui conservée. Le bâtiment en briques allongé sous un toit en croupe avec un décor de tuiles éparses est «l'un des rares bâtiments militaires restants qui témoignent de l'essor de l'armée à Hanovre après l'annexion par la Prusse".

Depuis l'annexion du royaume de Hanovre par la Prusse à partir de 1866 (jusqu'en 1912), les uhlans du roi utilisent déjà les écuries du château des Guelfes (de) à Welfengarten comme écurie.

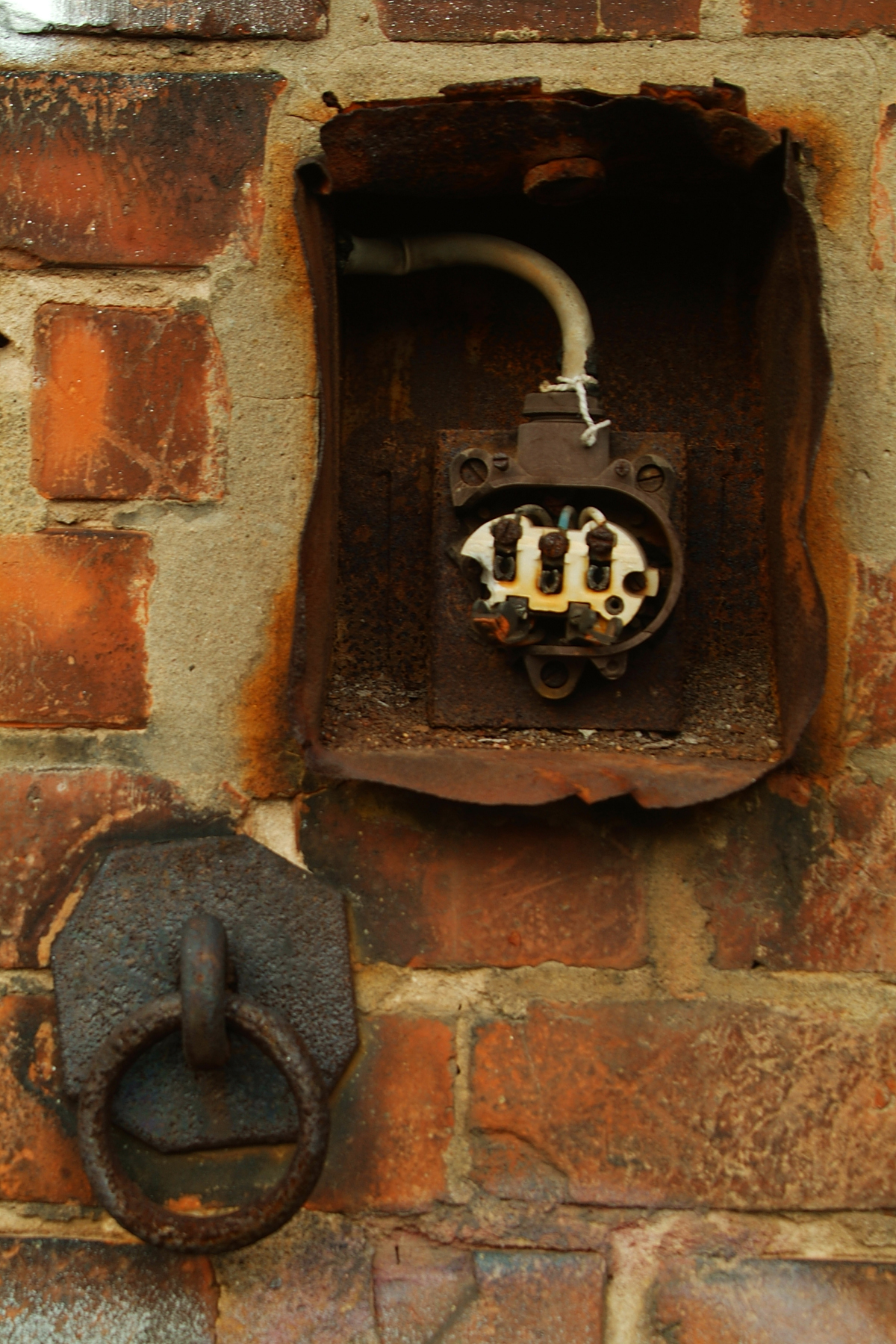
Anneau de fixation pour licol de cheval sur l'écurie du régiment d'uhlans
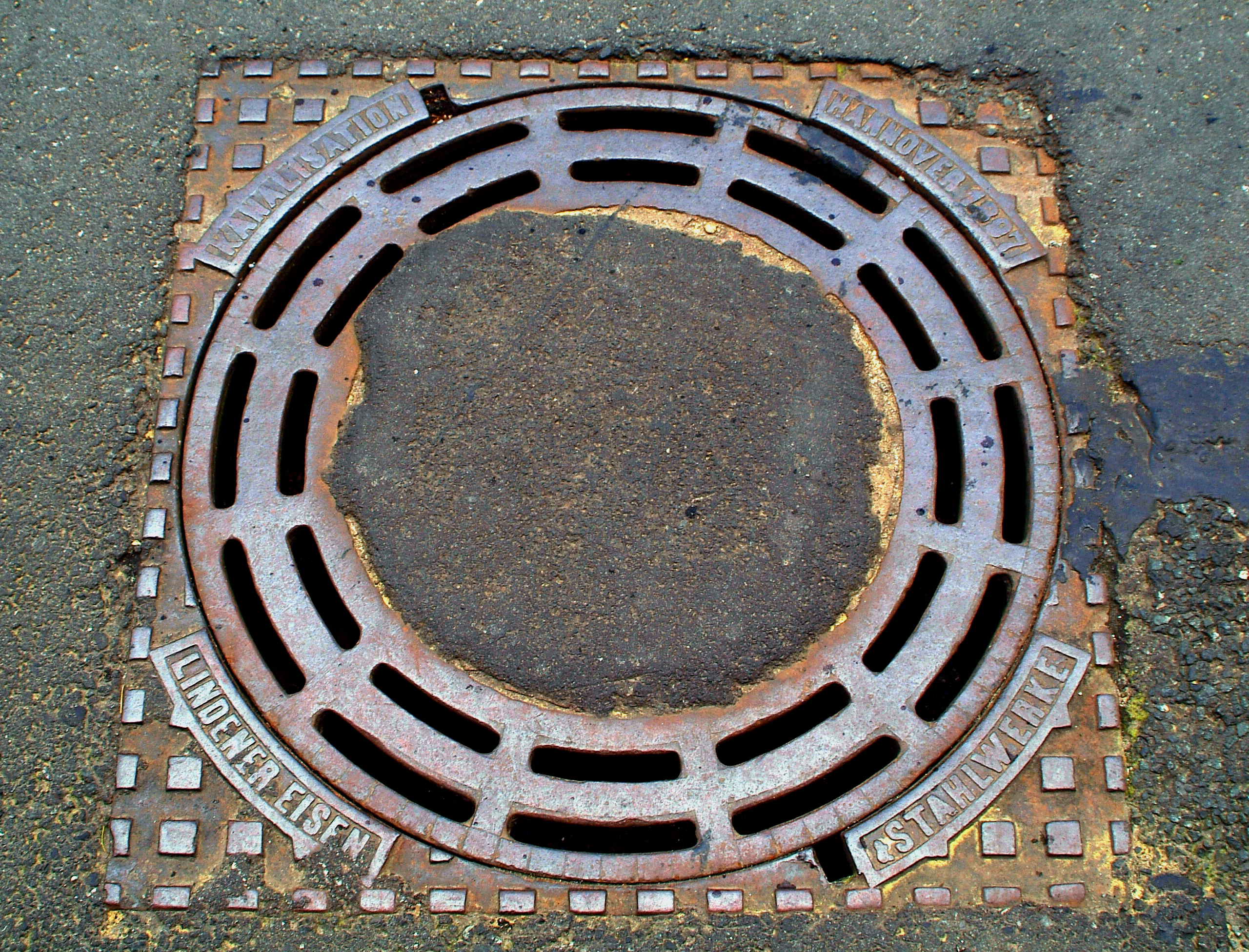
Plaque d'égout de l'usine sidérurgique de Linden (de) de 1897 sur l'Appelstrasse
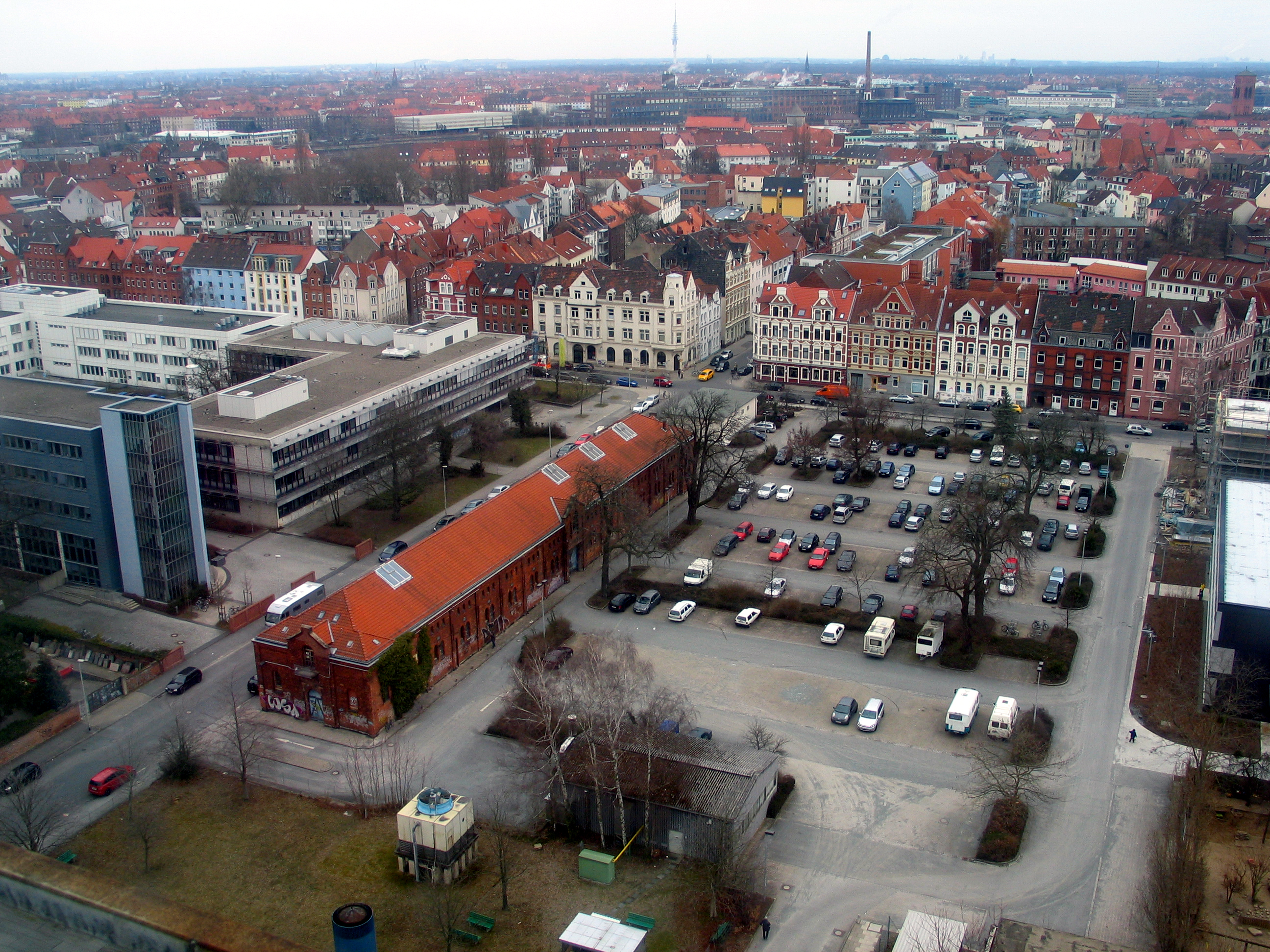
L'écurie de 1888 à côté du parking
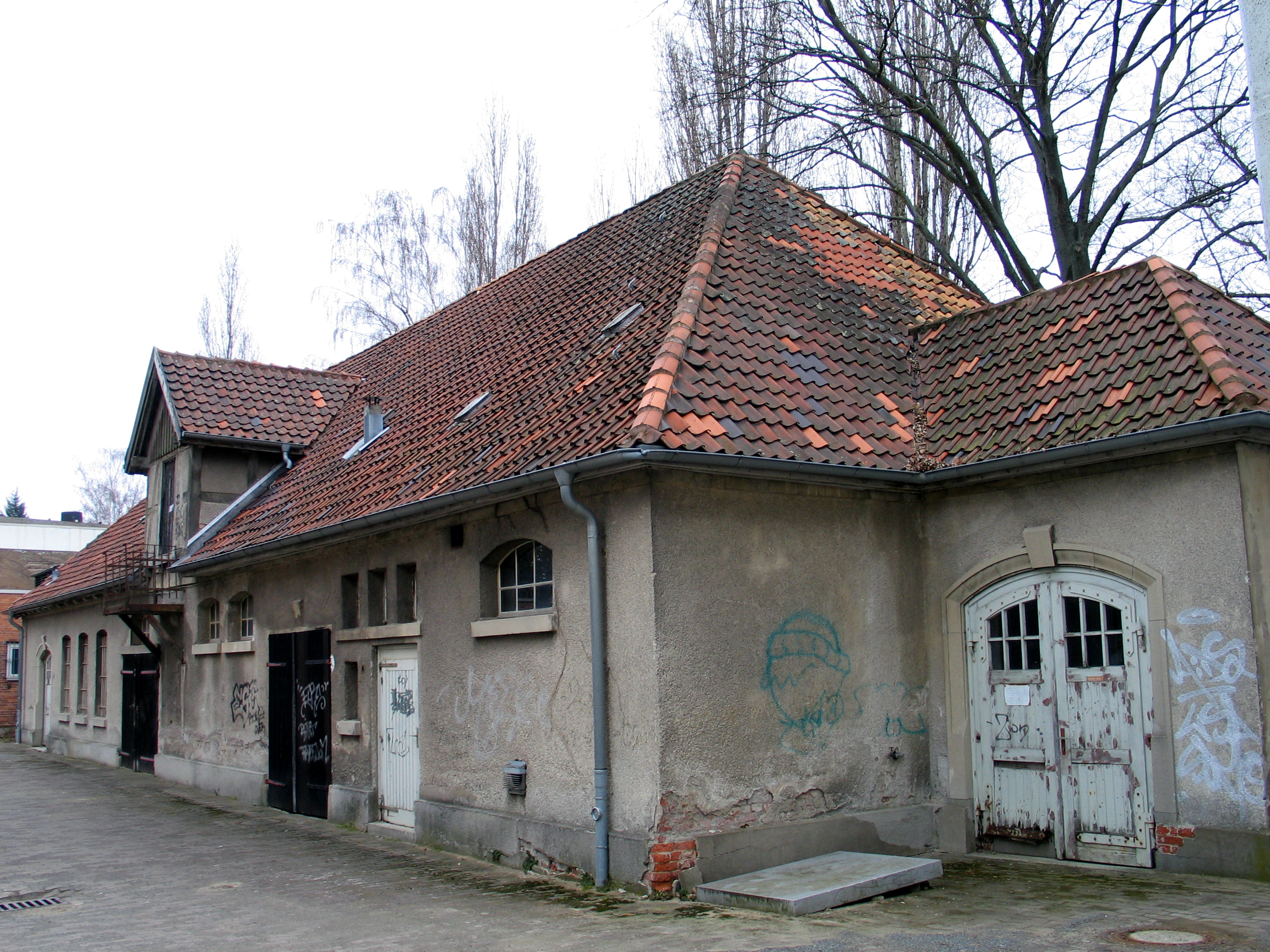
L'hôpital pour chevaux de 1936, bâtiment 3414

Néanmoins, le développement autour du régiment d'uhlans reste clairsemé au début : après la construction des premières serres, l'abbaye Saint-Nicolas acquiert une plantation d'asperges d'un peu moins de 1 acre pour agrandir le cimetière en 1886, que le monastère utilise initialement avec profit pour la culture des légumes nobles. Ce n'est qu'à la fin du XIXe siècle que l'Appelstraße, dans le cadre d'un développement ultérieur (résidentiel), est traversée par un système d'égouts, comme en témoigne la plaque d'égout de l'usine sidérurgique de Linden (de) portant la date "1897". Plus tard, des bâtiments militaires situés sur le site de l'ancien régiment d'uhlans entre Appelstrasse et Callinstrasse, qui sont également conservés, sont maintenant utilisés par l'université Gottfried Wilhelm Leibniz de Hanovre.

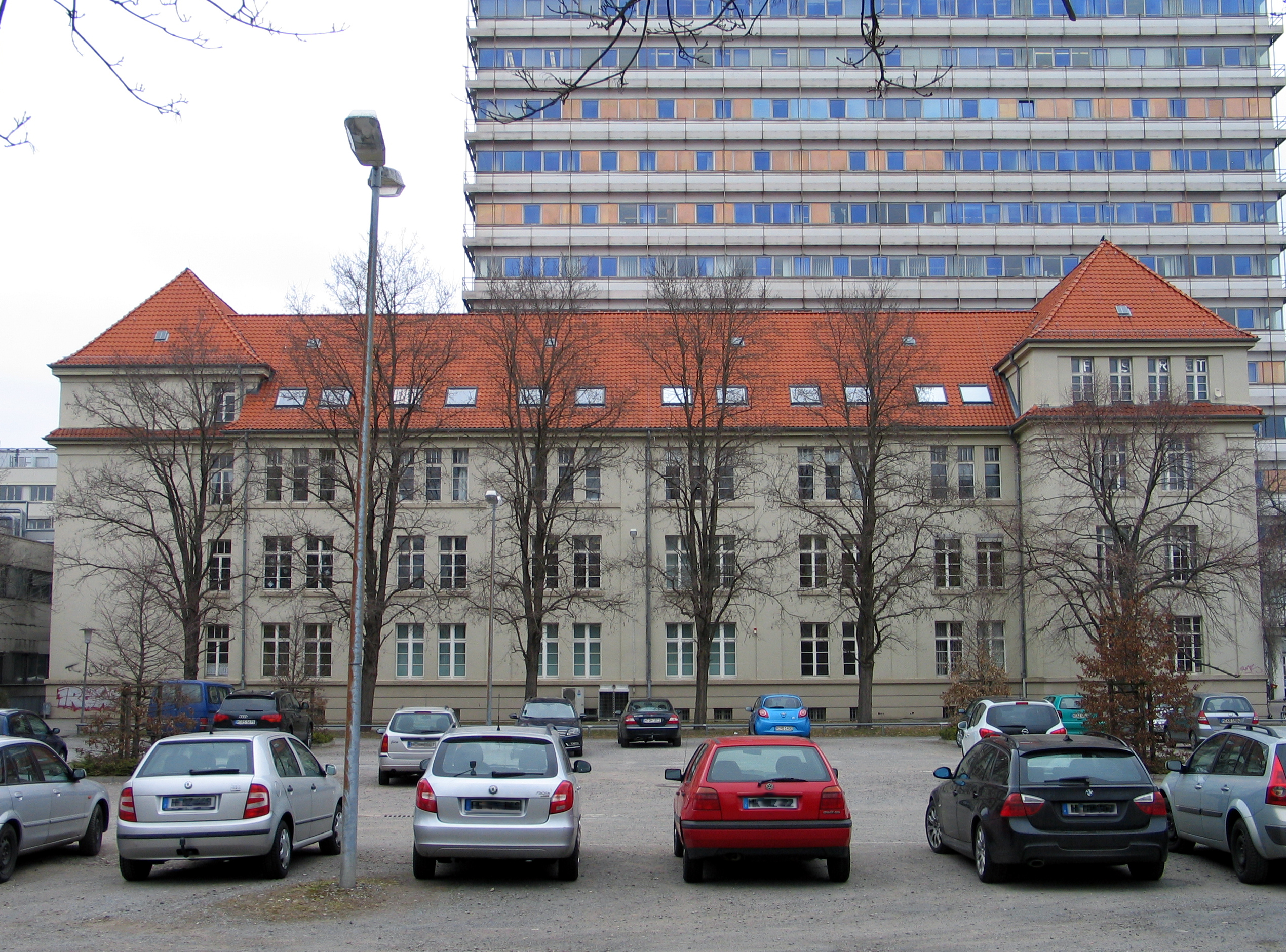
Ancienne caserne de 1936, aujourd'hui bâtiment 3407

De l'époque nationale-socialiste, quatre autres bâtiments annexes portant l'année de construction 1936 ont été conservés à l'adresse Callinstraße 30, 30a et b ainsi que 34: L'ancien mess des officiers (maintenant bâtiment 3 416, géologie), les anciens bâtiments agricoles (3415), l'ancien hôpital pour chevaux (3414) et l'ancienne caserne (3407).